# IMI加利爾狙擊型步槍
Galatz（中文讀音：加拉爾；又稱：加利爾狙擊型）是一款由以色列軍事工業（IMI）的分部門以色列武器工業（IWI）以IMI加利爾ARM為藍本所研製及生產的半自動狙擊步枪（精確射手步槍），發射7.62×51毫米北约口徑高質量高精度步枪子彈以提高精度的一致性。

## 描述
最早在1983年，以色列軍事工業（IMI）推出加利爾狙擊型（Galatz）。
加利爾狙擊型是純半自動射擊型步槍，具有與其他的加利爾衍生型步槍相似的操作系統，亦以與加利爾7.62相同的25發可拆卸式彈匣作為供彈具，只是對精度進行了優化。它採用了比起在其他衍生型以上使用的都更重的重型輪廓比賽槍管。它配備了一個鳥籠式多功能槍口裝置，可同時用作消焰器和制退器。該槍口裝置可被消聲器取代，這時需要採用亞音速彈藥發揮最大功效。
該武器根據其用途作出了相應的修改，包括裝上了具有可調整扣力的兩道火扳機機構、一個可以折疊至武器右側的木製槍托以及安裝到機匣外殼的前基部、不使用時折疊至木製護木下方的重型兩腳架。槍托的長度和高度完全可調，並配有可變高度的托腮板。該步槍配有作為備用的機械瞄具，以及機匣左側裝上的華沙條約導軌用於裝上可縮放式日間瞄准镜（尼姆羅德6×40光学瞄準鏡）或夜間瞄準鏡視線。瞄準鏡導軌式接口使瞄準鏡可快速拆卸和重新安裝後保持歸零。該步槍可存儲在堅固的運輸箱裡，箱內同時收納光學瞄準具、瞄準鏡導軌接口、濾光鏡、兩條槍背帶（分別是攜帶和發射用途）和清潔套裝。
而SR-99是Galatz的現代化版本，配備可調節的骨架槍托（而非原型的木製槍托）、合成塑料護木，和合成塑料手槍握把。它不再那麼粗獷，但更為符合人體工程學。
最新的量產型號將Galatz與SR-99加以整合，配備了合成護木、符合人體工程學的合成塑料手槍握把的和骨架式金屬伸縮槍托（裝有同樣可變高度的托腮板和舊型號所沒有的後腳架型駐鋤）。原來的重型兩腳架被藉由護木底部的MIL-STD-1913戰術導軌裝上的兩腳架所取代。瞄準鏡的安裝方式也從華沙條約導軌改為MIL-STD-1913戰術導軌。

## 使用國
- 喀麦隆
- 哥伦比亚
- 爱沙尼亚
- 印度
- 以色列
- 蒙古国
- 蒙特內哥羅
- 塞内加尔
- 坦桑尼亚

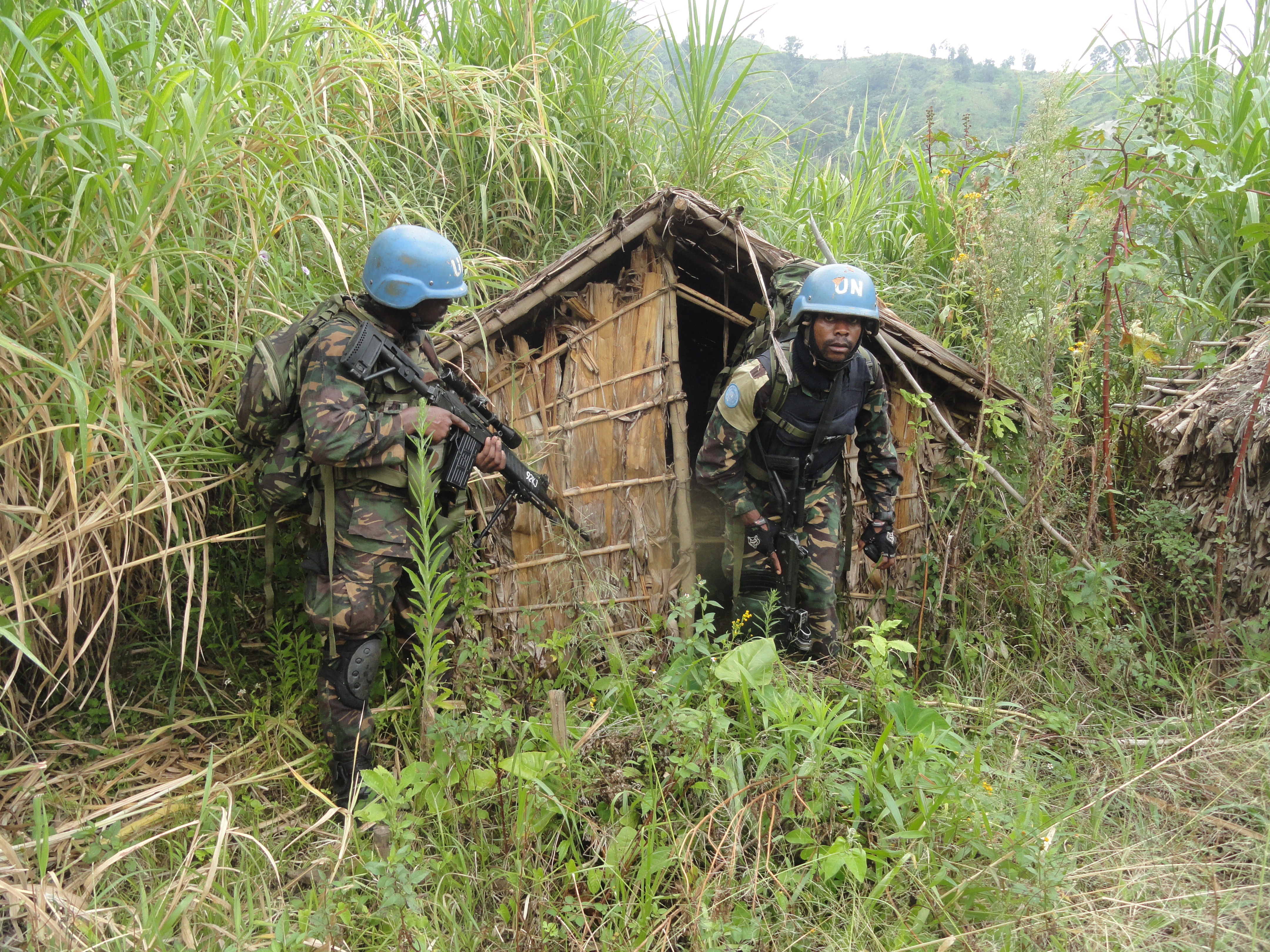
坦桑尼亞特種部隊士兵使用加利爾狙擊型

- 乌克兰：本土生產，命名為“Fort-301”。
- 美国
- 委內瑞拉
- 越南

## 資料來源
1. ↑  .   [25 October 2014]. （原始内容存档于2016-10-20）.
2. ↑  IMI Galil Sniper (Galatz) （页面存档备份，存于） - Militaryfactory.com
3. ↑  Galil （页面存档备份，存于） - Weaponsystems.net

## 外部連結
- （英文）—Israel Weapon Industries—manufacturer's page—GALIL SNIPER S.A.（页面存档备份，存于）
- （英文）—Modern Firearms—GALATZ - Galil Sniper Rifle（页面存档备份，存于）
- （英文）—Dc-Database.com—Galil
- （英文）—Remtek.com—Galil's New Sniper Rifle（页面存档备份，存于）
- （简体中文）—D Boy Gun World（槍炮世界）—GALAT ' Z（页面存档备份，存于）